# Domestykacja zwierząt

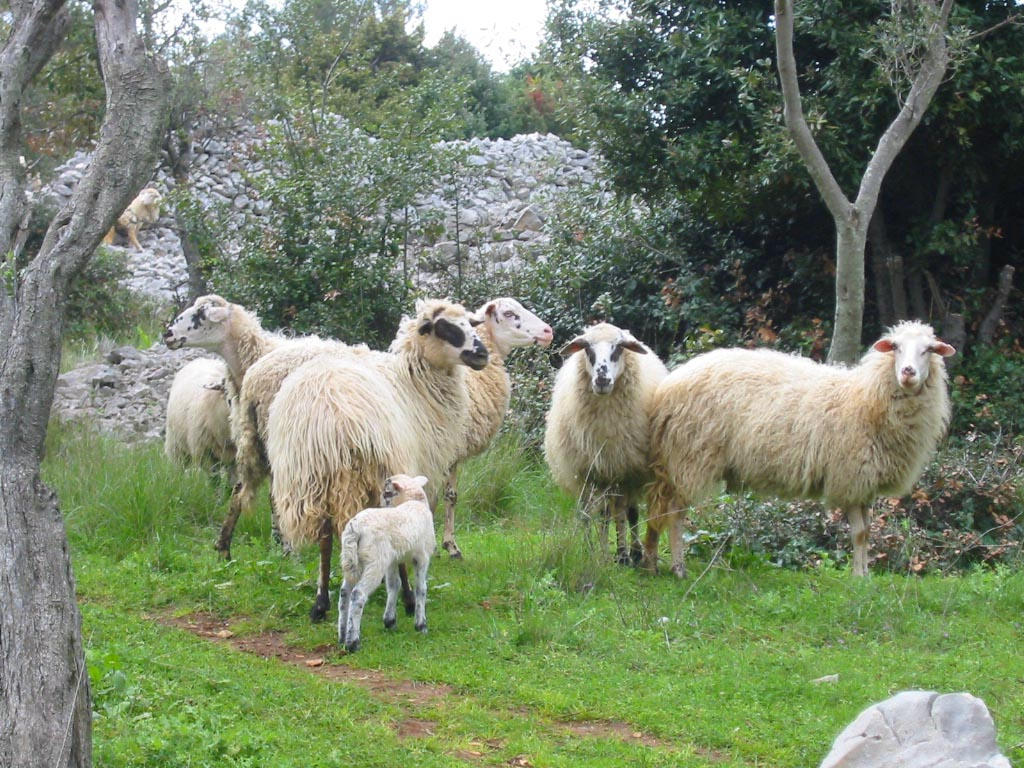
Owce

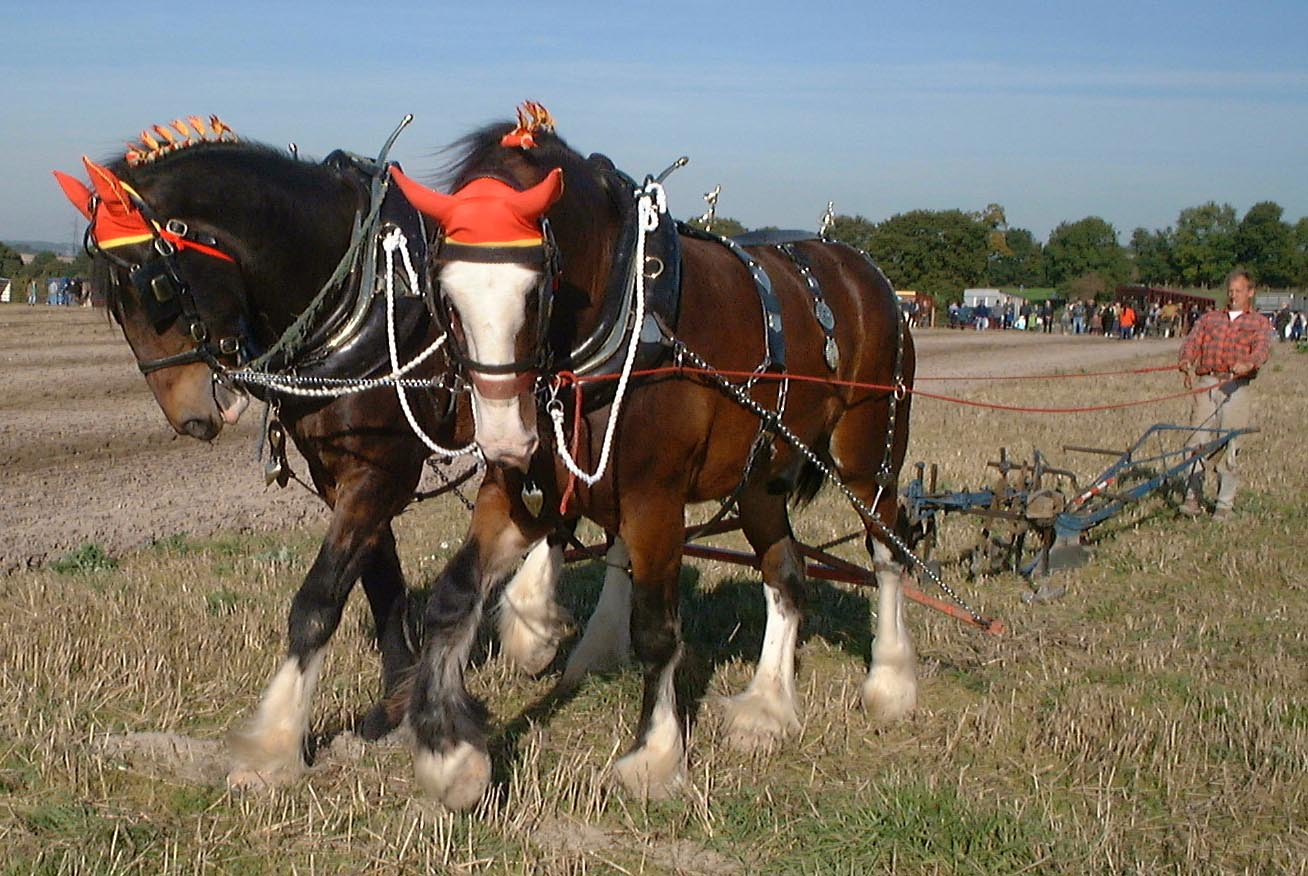
Konie

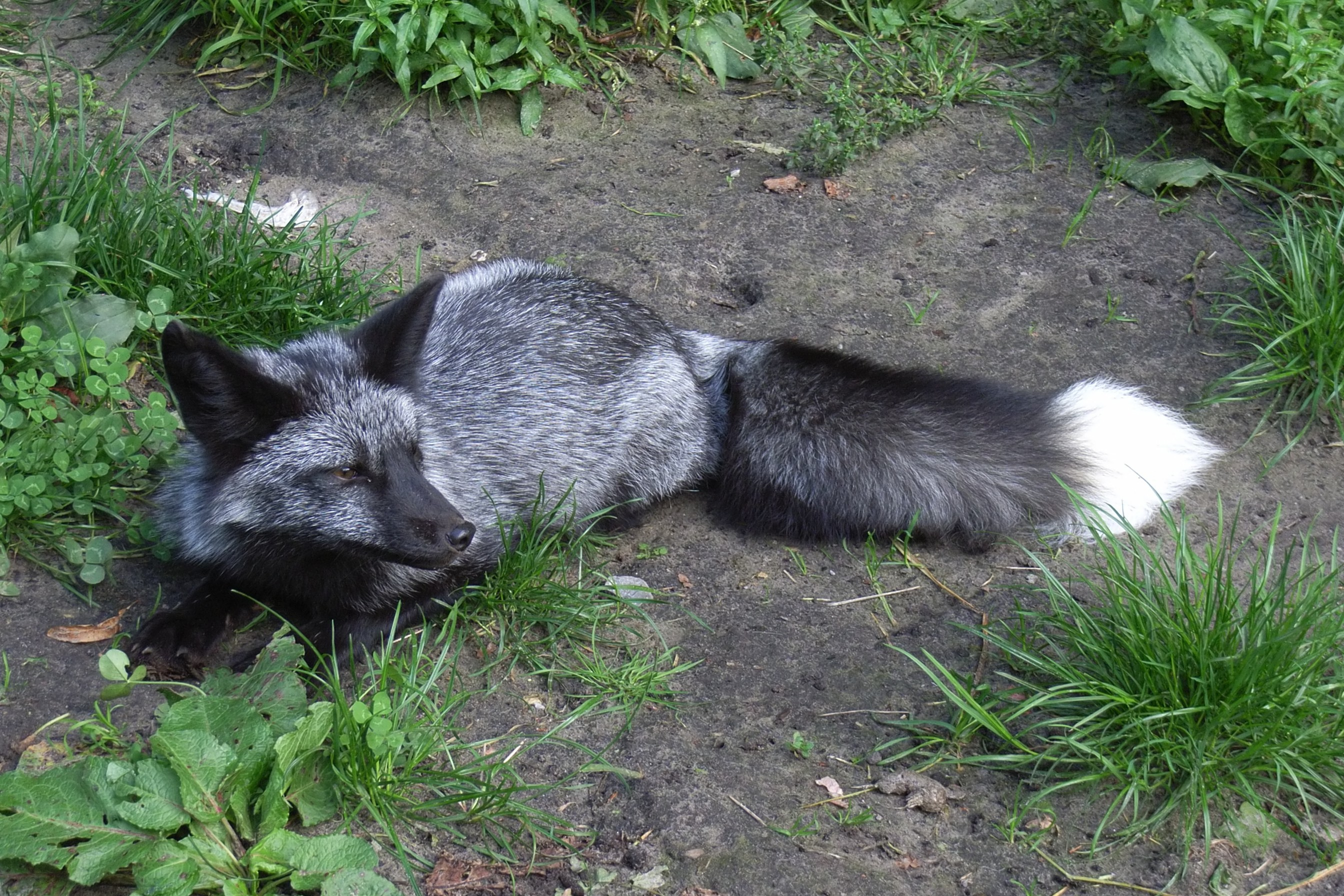
Odmiana lisa rudego o srebrnej sierści, która posłużyła do zbadania procesu udomowienia wilka

Domestykacja zwierząt (od łac. domesticus – domowy), udomowienie zwierząt – całokształt procesów przekształcania się cech i właściwości morfologicznych, fizjologicznych, rozwojowych i psychicznych zwierząt dzikich, będący skutkiem długotrwałego oddziaływania człowieka na zwierzęta, zwłaszcza poprzez ludzką ingerencję na czynniki genetyczne i środowiskowe.

## Historia
Udomawianie jest uwarunkowanym dziedzicznie przystosowaniem dzikich zwierząt, w ciągu szeregu pokoleń, do środowiska zewnętrznego stworzonego pracą człowieka i jego wymaganiami. Ewolucja gatunków udomowionych jest głównie wynikiem szczególnej selekcji, w której selekcja naturalna odgrywa rolę uzupełniającą.
Oswajanie zwierząt, które było pierwszym etapem domestykacji, rozpoczęto w celu lepszego wykorzystywania dzikich dotąd gatunków zwierząt na potrzeby człowieka oraz zapewnienie sobie łatwiejszego i nieograniczonego czynnikami zewnętrznymi dostępu do nich. Zwierzęta trzymane w bliskości ludzi były pewniejszym niż zwierzęta dzikie źródłem pożywienia (mięso, mleko, tłuszcz, jaja, miód itd.), surowców do produkcji odzieży i innych przedmiotów – ozdób, narzędzi, elementów broni itd. (wełna, skóra, futro, pierze, kości, rogi), oraz źródłem nawozu, służącego jako użyźniacz gleby, a lokalnie także jako opał (nawóz krowi, łajno wigonia). Tylko oswojone zwierzę mogło być wykorzystywane do pracy, zarówno jako źródło taniej w utrzymaniu siły roboczej – jucznej, pociągowej, wierzchowej oraz jako napęd urządzeń mechanicznych (np. kierat), jak też do pomocy człowiekowi przy innych czynnościach, jak stróżowanie, obrona, polowanie czy pomoc przy hodowli innych zwierząt (psy pasterskie).
Udomowienie pierwszych gatunków nastąpiło jeszcze w neolicie; proces domestykacji kolejnych gatunków postępował przez następnych kilka tysięcy lat.
Domestykacja zwierząt żyjących stadnie następuje łatwiej i szybciej niż zwierząt żyjących samotnie, które nawet po udomowieniu zachowują pewną niezależność (np. kot).
W okresie ostatnich 60 lat (od ok. 1960) na terenie dawnego ZSRR, a obecnej Rosji, przeprowadzono eksperyment mający na celu odtworzenie procesu udomowienia wilka w celu jego lepszego poznania. Do eksperymentu prowadzonego przez dr. Dmitrija Bielajewa na oddziale syberyjskim Rosyjskiego Instytutu Cytologii i Genetyki wykorzystano lisy rude, odmianę o srebrnym futrze (forma melanizmu), hodowanych w ZSRR na futro. Już w osiemnastym pokoleniu uzyskano kilkanaście procent całkowicie udomowionych zwierząt. Obecnie program nadzoruje dr Ludmiła Trut. Udomowione lisy zachowują się podobnie jak psy – machają ogonami na znak zadowolenia, opuszczają uszy, chodzą na smyczy, są nawet mniej agresywne od psów.

## Zwierzęta udomowione przez człowieka
Najważniejsze gatunki zwierząt udomowionych przez człowieka
| Gatunek                                     | Przodek                      | Przybliżona data                                                                                                  | Lokalizacja pierwszego udomowienia             |
| ------------------------------------------- | ---------------------------- | --- | ---------------------------------------------- |
| pies domowy                                 | wilk                         | od 15 do 30 tys. lat temu                                                                                         | Azja Wschodnia lub Afryka                      |
| owca domowa                                 | muflon azjatycki             | 9000–7000 p.n.e.                                                                                                  | Bliski Wschód                                  |
| koza domowa                                 | koza bezoarowa               | 9000–8000 p.n.e.                                                                                                  | południowo-zachodnia Azja                      |
| koń domowy                                  | koń Przewalskiego i tarpan   | co najmniej 3500 p.n.e. (północny Kazachstan), możliwe 7000 p.n.e. (Arabia Saudyjska), szacowane 6000–4000 p.n.e. | prawdopodobnie niezależnie w różnych miejscach |
| świnia domowa                               | dzik                         | 7000–5000 p.n.e.                                                                                                  | Azja, Europa                                   |
| krowa (bydło domowe)                        | tur                          | 6000 p.n.e. | Bliski Wschód                                  |
| kot domowy                                  | kot nubijski                 | 5500 p.n.e. | Nubia                                          |
| osioł domowy                                | osioł afrykański             | 4000 p.n.e. | Egipt                                          |
| wół domowy                                  | arni azjatycki               | 4000–3000 p.n.e.                                                                                                  | Chiny                                          |
| lama                                        | guanako                      | 4500 p.n.e. | Peru                                           |
| wielbłąd dwugarbny (baktrian)               | wielbłąd dwugarbny dziki     | 2500 p.n.e. | Iran lub Turkmenistan                          |
| dromedar (wielbłąd jednogarbny, dromader)   | wielbłąd jednogarbny (dziki) | 4000–2000 p.n.e.                                                                                                  |                                                |
| alpaka                                      | wigoń                        | 5000–4000 p.n.e.                                                                                                  | Peru                                           |
| królik domowy                               | królik europejski            | 1 000 p.n.e. | starożytny Rzym                                |
| gajal                                       | gaur                         | | Azja Południowo-Wschodnia                      |
| jak zwyczajny                               | jak dziki                    | |                                                |
| fretka domowa                               | tchórz zwyczajny             | 1 500 p.n.e. | prawdopodobnie Egipt                           |
| kura domowa                                 | kur bankiwa                  | 3 500 p.n.e. | południowa Azja                                |
| gęś domowa                                  | gęś gęgawa                   | 1 000 p.n.e. |                                                |
| gołąb                                       | dziki gołąb skalny           | 4000 p.n.e. | Fenicja                                        |
| indyk domowy                                | indyk dziki                  | 1000 n.e. | Mezoameryka                                    |
| kaczka domowa                               | kaczka krzyżówka             | 2500 p.n.e. |                                                |
| perlica domowa                              | perlica dzika                | |                                                |
| przepiórka domowa                           | przepiórka dzika             | ok. 1000 r. n.e.                                                                                                  | Chiny                                          |
| pszczoła miodna                             |                              | 4 000 p.n.e. | południowa Azja                                |
| udomowiony lis srebrny, tzw. lis syberyjski | lis rudy odmiana srebrna     | proces rozpoczęto w 1959, prawdopodobnie całkowite (100% potomstwa) udomowienie osiągnięto ok. 50 lat później     | ZSRR/Rosja                                     |

Niekiedy mianem zwierząt udomowionych określane są też inne gatunki zwierząt używanych do różnych celów przez człowieka, m.in. słonie (indyjskie), renifery, liczne gatunki ptaków drapieżnych a także dzikich kotów (używane do polowań), ostatnio także strusie itd. W odniesieniu do nich nazwa „domestykacja” używana jest nieściśle, jako iż hodowane przez człowieka zwierzęta należące do tych gatunków nie różnią się niczym od form dzikich. Właściwym określeniem jest oswojenie.